# Internetový draft
Internetový draft (internetový návrh, Internet Draft, I-D) je dokument publikovaný organizací Internet Engineering Task Force (IETF) obsahující předběžné technické specifikace, výsledky síťového výzkumu nebo jiné technické informace. Internetový draft je často zamýšlen jako pracovní dokument, který má být nakonec publikován jako Request for Comments (RFC) a případně se stát základem internetového standardu.
Považuje se za nevhodné spoléhat se na internetové drafty pro referenční účely. Citace by měly uvádět, že se jedná o pracovní verzi dokumentu.
Očekává se, že internetový draft bude splňovat základní požadavky kladené na každé RFC.
Pokud internetový draft není nahrazen aktualizovanou verzí, je platný pouze po dobu šesti měsíců. Draft, jehož platnost vypršela zůstává platný, pokud je oficiálně přezkoumáván organizací Internet Engineering Steering Group (IESG), protože byla podána žádost jej publikovat jako RFC. Návrhy, jejichž platnost vypršela, jsou nahrazeny „tombstone“ verzí, a zůstávají dostupné pro referenci.

## Pojmenovávání draftů
Jména internetových draftů vytvořených pracovními skupinami IETF mají formát: draft-ietf-<wg>-<name>-<version number>.txt.
Jména internetových draftů vytvořených výzkumnými skupinami IRTF mají formát: draft-irtf-<rg>-<name>-<version number>.txt.
Jména internetových draftů vytvořených jednotlivci mají formát: draft-<individual>-<name>-<version number>.txt
Internetové drafty mohou produkovat také IAB, RFC Editor a jiné organizace související s IETF. Jejich jména mají formát: draft-<org>-<name>-<version number>.txt.
První verze má version number 00. Druhá verze, tj. první revize, má číslo 01, atd.